# Бачи-Юртовское сельское поселение
Бачи-Юртовское се́льское поселе́ние — муниципальное образование в Курчалоевском районе Чечни Российской Федерации.
Административный центр — село Бачи-Юрт.

## История
Статус и границы сельского поселения установлены Законом Чеченской Республики от 20 февраля 2009 года № 13-РЗ «Об образовании муниципального образования Курчалоевский район и муниципальных образований, входящих в его состав, установлении их границ и наделении их соответствующим статусом муниципального района и сельского поселения».

## Население
| 2010    | 2012    | 2013    | 2014    | 2015    | 2016    | 2017    |
| ------- | ------- | ------- | ------- | ------- | ------- | ------- |
| 16 485  | ↗16 860 | ↗17 170 | ↗17 548 | ↗17 930 | ↗18 273 | ↗18 642 |
| 2018    | 2019    | 2020    | 2021    | 2023    | 2024    |         |
| ↗19 008 | ↗19 350 | ↗19 727 | ↘17 173 | ↗17 696 | ↗18 016 |         |

## Состав сельского поселения
| № | Населённый пункт | Тип населённого пункта | Население |
| - | ---------------- | ---------------------- | --------- |
| 1 | Бачи-Юрт         | село                   | ↗18 016   |